# 손석희 (프로게이머)
손석희(1990년 5월 27일 ~ )는 대한민국의 스타크래프트 II 프로게이머이다. StarDust라는 아이디를 사용하며, 종족은 프로토스이다. Dream.t)M18M, Innocent, Sson 등의 아이디를 사용하기도 했다.

## 선수 경력
대한민국 공군 사병으로 복무한 그는 2008년 하반기 드래프트에서 삼성전자 칸의 2차 지명으로 입단하였다.
WCG 2008 한국 국가 대표 선발전에서 준프로게이머 자격으로 출전한 손석희는 MBC게임 히어로의 염보성을 2:1로 꺾고 16강에 진출한 뒤 손석희의 시선집중에 인터뷰를 한적이 있다.
WCG 2008 국가대표 선발전 16강에서 만난 도재욱을 상대로 센터에 포토도배를 하는 등 장기전으로 끌고 가려는 성향이 강했고, 손석희의 100분 토론에서 프로그램 이름을 따 별명이 100분 토스가 되었다.
2010년 5월 공군 ACE e스포츠병 모집에 단독으로 지원하여 합격하였고 2010년 7월 26일 입대하여 신한은행 프로리그 10-11부로 공군 ACE 소속으로 활동하였다.
2012년 8월 2일, 제대했고, 나흘 뒤 북미 프로게임단 Light esports에 입단하였다.
이후 2013년 3월 Light esports가 해체되며 무소속으로 활동하다가 5월 MYinsanity에 입단하여 활동중이다.
손석희의 별명이 100분 토스인데는 아나운서 손석희의 100분토론의 여파도 있지만, 프로토스전을 할때는 정말 100분을 게임할 것 같은 수비만하는 답답한 경기성향을 가지고 있다.
2014년 7월 6일 독일 쾰른 ESL 스튜디오에서 벌어진 월드 챔피언십 시리즈 유럽 시즌2 프리미어리그 결승전에서 강초원을 4대0으로 제압하고 첫 개인리그 우승을 차지했다. 이 우승으로 손석희는 공군 ACE 출신 선수 중 처음으로 개인리그에서 우승을 차지한 선수로 기록되기도 했다.
2015년 1월 6일부로 mYinsanity와 결별하고 무소속 신분으로 활동했다.

## 지도자 경력
2021시즌을 앞두고 T1의 코치로 부임했다. 2021 서머 시즌 중반 양대인 감독이 경질되자 T1의 감독대행직을 맡았다. 감독대행으로 서머 시즌 팀의 준우승에 기여했다. 리그 오브 레전드 월드 챔피언십 2021에 참가했으며 팀의 4강 진출에 기여했다. 2021년 11월 8일, T1과의 계약을 종료했다.

## 수상 경력
스타크래프트 II : 프리미어 개인리그 우승 2회
- 2007년 11월 제34회 커리지매치 입상
- 2013년 1월 ESET Winter Masters 2012 우승
- 2013년 6월 DreamHack Open Summer 2013 우승 (vs 이제동 3:2) - 상금 : $9,240
- 2013년 7월 2013 DreamHack Open: Valencia 4강
- 2013년 8월 ASUS ROG Summer 2013 8강
- 2013년 8월 2013 WCS 유럽 시즌 2 챌린저리그 8강
- 2013년 9월 2013 DreamHack Open: Bucharest 12강
- 2013년 10월 2013 WCS 유럽 시즌 3 프리미어리그 6위
- 2013년 11월 HomeStory Cup VIII 16강
- 2013년 12월 2013 ASUS ROG Tournament - NorthCon 2013 8강
- 2013년 12월 Fragbite Masters 우승 (vs 요한 루세시 3:0)
- 2014년 2월 ASUS ROG Winter 2014 4강
- 2014년 2월 IEM Season VIII - Cologne 16강
- 2014년 3월 IEM Season VIII - World Championship 16강
- 2014년 3월 2014 WCS 유럽 시즌 1 프리미어리그 8강
- 2014년 4월 2014 DreamHack Open: Bucharest 8강
- 2014년 5월 Fragbite Masters 2014 Spring 16강
- 2014년 6월 2014 DreamHack Open: Summer 32강
- 2014년 6월 2014 MLG Anaheim 6강
- 2014년 7월 2014 WCS 유럽 시즌 2 프리미어리그 우승 (vs 강초원 4:0)
- 2014년 7월 2014 DreamHack Open: Valencia 4강
- 2014년 8월 Gfinity G3 12강
- 2014년 8월 ESET Masters 2013 우승 (vs 조명환 3:2)
- 2014년 8월 2014 Red Bull Battle Grounds: Detroit 4강
- 2014년 9월 2014 KeSPA컵 16강
- 2014년 9월 2014 WCS 유럽 시즌 3 프리미어리그 16강
- 2014년 11월 2014 WCS 글로벌 파이널 16강
- 2014년 11월 2014 DreamHack Open: Winter 20강
- 2014년 12월 Fragbite Masters Season 3 6강
- 2015년 6월 2015 WCS 시즌 2 프리미어리그 8강
- 2015년 7월 ASUS ROG Summer 2015 32강
- 2015년 8월 IEM Season X - gamescom 16강